# Песчаниковые университеты

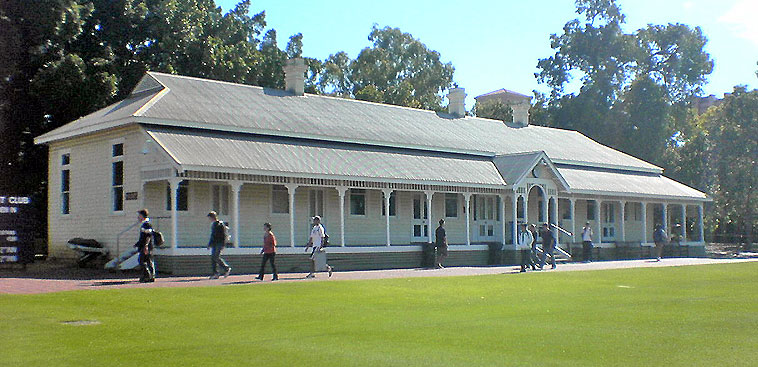
Университет Западной Австралии. Здание Ирвинг Стрит, сохранившееся от первоначального песчаникового кампуса. Перенесено в новый кампус, сейчас — архив университета.

«Песча́никовыми университе́тами» (англ. Sandstone Universities) в Австралии называют неформальную группу старейших престижных университетов страны, построенных, как правило, из песчаника (отсюда и название).
Большинство из них было построено ещё в колониальную эпоху (до Первой мировой войны). Кроме этого, все они построены или были изначально сделаны (Университет Тасмании) из песчаника. В этом они сходны с группой так называемых «университетов красного кирпича» в Великобритании. Главные особенности песчаниковых университетов — престижность, фокус на исследовательскую работу и уклон на сильные теоретические знания, более чем на практические.
По статистике студенты песчаниковых университетов в основном — дети из обеспеченных семей. Выпускники, как правило, получают более высокооплачиваемые и влиятельные позиции.

## Члены группы
| Песчаниковые университеты      | Песчаниковые университеты | Песчаниковые университеты | Песчаниковые университеты |
| Университет                    | Расположение              | Основан                   | Официальный сайт          |
| ------------------------------ | ------------------------- | ------------------------- | ------------------------- |
| Сиднейский университет         | Сидней, Новый Южный Уэльс | 1850                      | Сайт                      |
| Мельбурнский университет       | Мельбурн, Виктория        | 1853                      | Сайт                      |
| Аделаидский университет        | Аделаида, Южная Австралия | 1874                      | Сайт                      |
| Университет Тасмании           | Тасмания, три кампуса     | 1890                      | Сайт                      |
| Квинслендский университет      | Брисбен, Квинсленд        | 1909                      | Сайт                      |
| Университет Западной Австралии | Перт, Западная Австралия  | 1911                      | Сайт                      |